# Partido Socialista Popular (Chile)
El Partido Socialista Popular (PSP) fue un partido político chileno de izquierda que existió entre 1948 y 1957. Surgió desde un sector del Partido Socialista de Chile (PS) que se opuso a la Ley de Defensa Permanente de la Democracia que prohibió la participación política del Partido Comunista de Chile (PCCh).

## Historia

### División del PS
La colectividad fue el resultado de la división del Partido Socialista de Chile surgida a partir del 1 de mayo de 1948 durante el proceso de discusión, votación y promulgación de la Ley N° 8.987 de Defensa de la Democracia, la que fue ideada por el presidente Gabriel González Videla con el propósito de eliminar la participación política del Partido Comunista de Chile. En aquella oportunidad, los parlamentarios del PS mostraron su preferencia entre «procomunistas» y «anticomunistas» en la votación realizada en el Congreso Nacional.
La facción «anticomunista» (en la cual estaban Bernardo Ibáñez, Óscar Schnake y Juan Bautista Rossetti) apoyó la ley, mientras que la «procomunista» (encabezada por Raúl Ampuero y Eugenio González) la rechazó. El grupo anticomunista fue expulsado pero logró que el Director del Registro Electoral les asignara el nombre de Partido Socialista de Chile, por lo que la facción dirigida por Ampuero adoptó el nombre de Partido Socialista Popular.

### Gobierno de Carlos Ibáñez del Campo
Apoyó la candidatura presidencial en 1952 del expresidente Carlos Ibáñez del Campo. El argumento usado para respaldar a Ibáñez era que constituía un candidato con arrastre popular y era necesario darle desde adentro una orientación verdaderamente progresista. Esta decisión dividió al socialismo, ya que algunos vieron con desconfianza las promesas de campaña del candidato y además recordaron los episodios de persecución política sufridos durante su primer gobierno. Por lo mismo, algunos militantes decidieron salirse como el escritor Manuel Rojas, mientras que otros como Salvador Allende, Tomás Chadwick Valdés y José Tohá se trasladaron al Partido Socialista de Chile, por entonces dirigido por Armando Mallet Simonetti, creando el Frente Nacional del Pueblo junto a los comunistas proscritos. El propio Allende compitió en la carrera presidencial, donde consiguió cerca del 5% de los votos.  
Ibáñez logró un claro triunfo electoral, y al asumir su nueva administración le entregó al PSP el Ministerio del Trabajo, designando a Clodomiro Almeyda como jefe de cartera. Desde ahí se apoyó la fundación de la Central Única de Trabajadores (CUT) en febrero de 1953. En abril de 1953, el mandatario reorganizó su gabinete ocupando al partido el Ministerio de Hacienda (Felipe Herrera), Trabajo (Enrique Monti Forno) y Minería (Almeyda). La participación del PSP en el gobierno terminó en octubre de 1953 y en su XVI Congreso, celebrado en 1955, decidió desligarse definitivamente del ibañismo. 
Tras su participación en el gobierno de Ibáñez, el PSP se unió con el Partido Democrático del Pueblo y con otras fuerzas políticas para crear un frente único de partidos de izquierda.

### Reunificación socialista
En 1956, junto con varios partidos de izquierda, formó el Frente de Acción Popular (FRAP), lo que permitió un acercamiento con el PS de Salvador Allende. Tras las elecciones parlamentarias de 1957, ambos partidos realizaron del 5 al 7 de julio un Congreso de Unidad que finalmente los unificó en el Partido Socialista de Chile. La primera directiva del restituido PS, constituido formalmente el 8 de julio de 1957, estuvo encabezada por Salomón Corbalán —antiguo militante del PSP— y proclamó la candidatura de Allende para las elecciones presidenciales de 1958.

## Resultados electorales

### Elecciones parlamentarias
|  | 4,96 % |

|  | 3,50 % |

|  | 8,68 % |

|  | 9,22 % |

### Elecciones municipales
|  | 7,80 % |

|  | 10,71 % |